# Libera Università Internazionale degli Studi Sociali
La libre université internationale des études sociales Guido Carli (en italien : Libera Università degli Studi Sociali Guido Carli, Luiss) est une université italienne, fondée en 1974, à partir d'une précédente institution romaine, la Pro Deo, fondée en 1966.

## Présentation
Avec seulement quatre facultés (économie et finance, commerce et gestion, droit, et sciences politiques), la Luiss est une université autonome avec un numerus clausus de 9 771 étudiants pour ces quatre facultés (2022/2023), un très sélectif examen d'entrée, l'obligation d'assister aux cours et une organisation académique précise et détaillée par semestre d'enseignement.
Depuis quelques années, la vision de la Luiss a radicalement changé. En effet, l'université s'est grandement internationalisée avec la création de bachelors (licences) et de masters uniquement enseignés en anglais, par des professeurs du monde entier extrêmement qualifiés. De cette manière, ses programmes forment des étudiants bilingues (de toute nationalité) afin de leur ouvrir des portes sur le monde du travail international.
L'université Luiss se trouve sous l'aile de Confindustria, le syndicat du patronat italien. Ce lien donne aux étudiants de la Luiss un accès facile et extrêmement rapide au monde du travail. Le but de la Luiss est de fait de créer une nouvelle classe dirigeante pour les entreprises italiennes. Dernièrement, grâce au niveau acquis par l'université, son plus important concurrent est la prestigieuse université Bocconi de Milan.
Les professeurs de la Luiss Guido Carli proviennent plutôt du monde professionnel que du monde académique . Généralement ce sont des dirigeants de toutes sortes d'entreprises, comme Pirelli, Fiat, Telecom Italia, ou encore Wind, Enel et UniCredit. Parmi les partenaires principaux de l'université figurent aussi des noms comme Merrill Lynch, American Express, Danone, Citigroup, Alitalia, Goldman Sachs, Ernst & Young, Morgan Stanley ou L'Oréal par exemple[citation nécessaire].
Luca Cordero di Montezemolo, président du géant industriel FIAT et de la prestigieuse et renommée Ferrari, fut président de l'université du 20 décembre 2004 au 15 juillet 2010.
Du 1er novembre 1978 à sa mort (le 23 avril 1993), Guido Carli en fut le président et son nom a été donné à la Luiss.

## Campus universitaires
L'université est composée de quatre campus présents un peu partout dans le nord de Rome:
- campus Romania réservé notamment pour les cours de sciences (économie, politique, informatique...)
- campus Parenzo  reservé notamment pour les cours de jurisprudence
- campus Pola réservé notamment pour certains cours de jurisprudence, l'administration de l'université, les événements organisés, etc.
- campus villa Blanc réservé notamment pour la Business School.

Les campus comportent des salles d'études, des cafétérias, des lieux de détente, des jardins, etc.  Chaque campus est accessible par n'importe quel élève de l'université (même s'il n'a aucun cours  se déroulant dans le campus où il souhaite accéder).
Chaque campus est relié par des bus privés passant toutes les 10 minutes à l'entrée des campus et réservés aux étudiants de la Luiss. Cette dernière étant engagée dans la transition écologique; les bus sont 100% électriques. Des petites voitures électriques sont également mise à la disposition des élèves mais leur utilisation est payante.
- L'université dispose également d'une bibliothèque privée, extérieure aux campus, également à disposition de tous les étudiants de la Luiss.
- La Luiss a développée à Milan, Le Milan Luiss Hub qui est espace multifonctionnel faisant office de lieu d'enseignement supérieur, d'alternance école-travail, d'incubateur de startups et d'espace destiné à la fabrication numérique.

## Classements internationaux
- La Luiss occupe la 14e place mondiale ainsi que la 1re place en Italie et la 2e place en Europe dans le domaine des sciences politiques et des études internationales (QS ranking 2023)[8]
- Top 46 mondial en économie et gestion (QS ranking 2023)[8]
- Top 47 mondial en droit (QS ranking 2023)[8]
- Elle est entrée dans le top 100 des universités les plus prestigieuses du monde pour les sciences sociales en 2022 en doublant sa position par rapport à 2021.
- Classée 1re en Italie parmi les universités de moyenne taille, et classée 2e en Italie après la Bocconi de Milan parmi les universités privées (Censis)[9].
- Depuis 2017, l'université a grimpé en moyenne de plus de 200 places dans chaque domaine qu'elle enseigne (d'après le classement QS 2022 ranking by subject).
- Selon le classement des masters en gestion 2022 du Financial Times, l'université reste dans le Top 100 pour tous les indicateurs et a gagné plus de 20 places en un an, se classant 30e[10].

## Personnalités liées à l'université

### Étudiants
- Luca Maestri  est un homme d'affaires italien. Il est le vice-président (CFO) et directeur financier d'Apple Inc.
- Riccardo Zacconi est un homme d'affaires italien, surtout connu comme PDG de King, une société qu'il a fondée en 2003. King est le développeur du célèbre jeu mobile Candy Crush Saga.
- Gerardo Greco célèbre journaliste et présentateur italien.
- Rosella Sensi est une entrepreneuse et une dirigeante du sport professionnel italienne. Connue notamment pour être la présidente du club de football AS Roma jusqu'en 2011. Une des deux seules femmes à avoir présidée le club dans son histoire.
- Massimo Moratti est un homme d'affaires pétrolier milliardaire italien.
- Lorenzo Cesa est un homme politique italien, actuel secrétaire de l'Union du Centre.